# د چیکس
دیکسی چیکس (به انگلیسی: Dixie Chicks) گروه آمریکایی سبک کانتری از تگزاس است که در سال ۱۹۸۹ توسط دو خواهر، امیلی اروین رابیسن و مارتی اروین مگوایر و دو دوستشان، لورا لینچ و رابین لین میسی تشکیل شد.
آن‌ها در مدت شش سال بدون اینکه توجه ناشری را برای بستن قرارداد جلب کنند، سه آلبوم مستقل عرضه کردند. تا اینکه لورا و رابین گروه را ترک کردند و ناتالی مینز جای آن‌ها را گرفت و خوانندهٔ اصلی گروه شد و این آغازی برای موفقیت‌های گروه بود. فضاهای باز و گسترده نام اولین آلبوم گروه همراه با مینز بود که به تنهایی ۱۲ میلیون نسخه فروخت. از تک‌آهنگ‌های موفق گروه در این دوره می‌توان به فضاهای باز، گاوچران من را از اینجا ببر و زمانی دراز رفته، اشاره کرد.
گروه دیکسی چیکس برای سخنان ضد جنگ و دیدگاه سیاسی مستقلش هم مشهور است. در سال ۲۰۰۳ درست ده روز قبل از آغاز حملهٔ نظامی آمریکا به عراق، در جریان کنسرتی در لندن، ناتالی مینز، خوانندهٔ گروه، گفت: «ما این جنگ را نمی‌خواهیم، این خشونت را، و ما شرمنده‌ایم که رئیس‌جمهور ایالات متحده آمریکا (جورج دبلیو بوش) اهل تگزاس است.» (ایالت تگزاس در واقع محل تشکیل گروه بود) این سخنان مینز خشم عده‌ای از مردم آمریکا که فکر می‌کردند مینز حرف‌های بی‌ادبانه‌ای زده را برانگیخت. گروه نیمی از طرفدارانش را در جریان کنسرت‌ها از دست داد، آلبوم‌های گروه تخریب و به هر سه زن گروه اتهام غیر آمریکایی بودن زده شد. گروه همچنین نامه‌های تنفر آمیزی دریافت کرد و حتی تهدید به مرگ شد.
گروه دیکسی چیکس تاکنون ۱۳ مرتبه برنده جایزه گرمی شده، که فقط پنج جایزه را در یک شب و برای آلبوم پیمودن راه دراز به دست آورده‌است. در سال ۲۰۱۰ دیکسی چیکس با فروش بیش از ۲۶٬۷۳۳٬۰۰ آلبوم در ایالات متحده، بر طبق گواهی انجمن صنعت ضبط آمریکا، پرفروش‌ترین گروه زنانه در ایالات متحده آمریکا نام گرفت.

## تاریخچه

### ۹۵–۱۹۸۹: گروه بلوگرس اولیه
گروه دیکسی چیکس در سال ۱۹۸۹ میلادی توسط لورا لینچ نوازنده کنترباس، رابین لین میسی نوازنده گیتار و دو خواهر یعنی امیلی اروین رابیسون و مارتی اروین مگوایر تأسیس شد. (این دو خواهر بعدها ازدواج کردند و نام‌های خانوادگیشان را عوض کردند) آن‌ها اسم گروه خود را از آهنگی بنام «دیکسی چیکن» اقتباس کردند. هر چهار عضو گروه هم در خوانندگی و هم در نوازندگی مشارکت داشتند ولی بیشتر قسمت‌های آواز را لینچ و میسی و بخش‌های نوازندگی را مگوایر و رابیسون بعهده داشتند. اولین آلبوم آن‌ها در سال ۱۹۹۰ و به لطف کمک مالی ده هزار دلاری پنی کوک دختر سناتور جان تاور ضبط و وارد بازار شد. نام آلبوم سپاس خدای را برای دیل اونز بود که نام خود را از هنرمند خلاق و با استعدادی به نام دیل اونز اقتباس کرده بود. آن‌ها پنج هزار دلار (تقریباً برابر ۸۸۹۵ دلار امروزی) برای این آلبوم که ۱۴ ترانه داشت هزینه کردند. این آلبوم از سوی منتقدان هم مورد توجه قرار گرفت و چند فستیوال ایالتی هم به مقام‌های دوم وسوم دست پیدا کرد. آن‌ها کم‌کم هواداران بیشتری پیدا کردند و در موسیقی کانتری برای خود صاحب اسم و رسم شدند. آن‌ها در شروعِ کنسرت‌های خوانندگان بزرگ کانتری مثل گارث بروکس، ریبا مک‌اینتایر و جورج استریت برنامه اجرا کردند و بیشتر برای طرفداران سبک کانتری شناخته شدند.
در سال ۱۹۹۲ دومین آلبوم خود را به نام دخترک گاوچران منتشر کردند. گروه در این آلبوم از خواننده مرد برای صدای پس زمینه استفاده کرد. صداها نیز قوی‌تر و امروزی‌تر شدند. رابین لینچ خیلی از این تغییر راضی نبود و در اواخر سال ۱۹۹۲ از گروه جدا شد تا به صورت جداگانه به فعالیت هنری بپردازد. در این هنگام لوید مینز نوازنده گیتار که در ضبط هردو آلبوم با آن‌ها همکاری کرده بود، دخترش ناتالی را به گروه معرفی کرد. ناتالی صدای خوبی داشت که در حین مکمل صدای بقیه اعضا بود. همین موضوع باعث شد به عضویت در گروه پذیرفته شود.

### ۲۰۰۰–۱۹۹۷: موفقیت تجاری با فضاهای باز و گسترده و پرواز

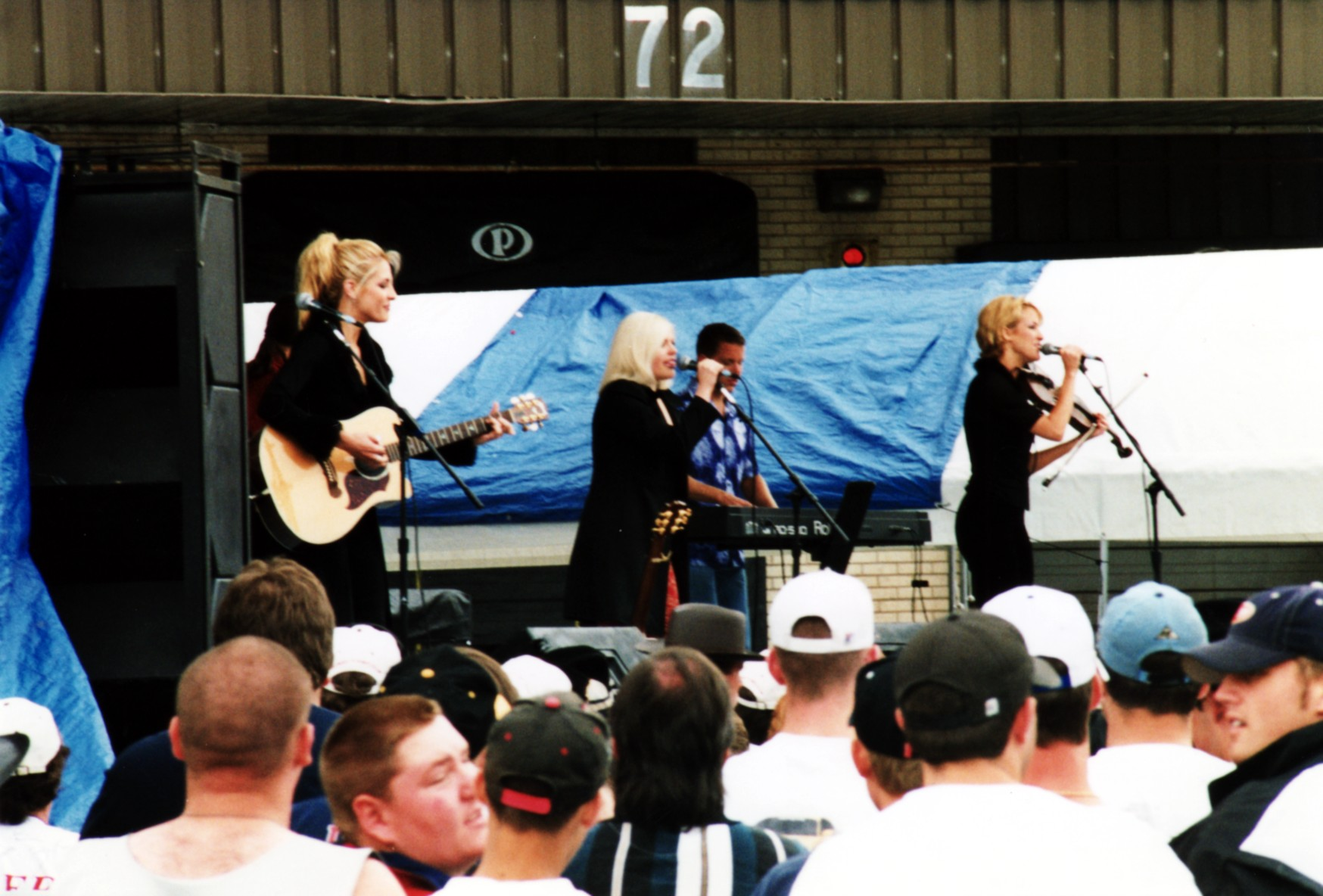
دیکسی چیکس در کنسرت کانتری برای کودکان در ویرجینیا، ۱۹۹۸

با اضافه شدن ناتالی، روح تازه‌ای در گروه دمیده شد و آن‌ها ظاهر امروزی‌تری به خود گرفتند. کم‌کم لباس‌های سنتی گاوچرانی را کنار گذاشتند و لباس‌های روز پوشیدند. ترکیب سازهای گروه تقریباً دست نخورده باقی‌ماند. فقط ناتالی گیتار الکتریک و گیتار آکوستیک می‌نواخت. او به عنوان خواننده اصلی ایفای نقش می‌کرد و مگوایر و رابیسون همخوانی می‌کردند.
در سال ۱۹۹۸ شرکت سونی به شهر آستین آمد و به آن‌ها قول مساعد داد که قراردای بلند مدت با گروه به امضا برساند.
پس از موفقیت آلبوم فضاهای باز و گسترده گروه در سال ۱۹۹۹ آلبوم دیگری با نام پرواز منتشر کرد که به رتبه نخست بیلبورد ۲۰۰ دست پیدا کرد و به فروش بیش از ۱۰ میلیون نسخه در بازار دست پیدا کرد. موفقیت این آلبوم باعث شد دیکسی چیکس اولین گروه زن و همچنین اولین گروه کانتری باشد که دو بار پشت سر هم گواهی‌نامه انجمن صنعت ضبط آمریکا را دریافت می‌کند.
۹ تا از ترانه‌های آلبوم پرواز به صورت تک‌آهنگ هم منتشر شدند. از آن پس آلبوم‌های گروه در لیست پرفروش‌ترین آلبوم‌های موسیقی در تاریخ ایالات متحده آمریکا قرار گرفتند. پرواز از سوی منتقدین مختلفی مورد استقبال قرار گرفت و مفتخر به دریافت جایزه گرمی نیز شد.

### ۰۲–۲۰۰۱: نزاع حقوقی با ناشر موسیقی و انتشار آلبوم خانه
پس از موفقیت دو آلبوم قبلی، گروه با ناشر موسیقی سونی درگیر دعوای حقوقی شدند. گروه مدعی شد که شرکت سونی در طول سه سال گذشته مبلغی حدود ۴ میلیون دلار کمتر از آنچه واقعاً باید می‌پرداخته به گروه پرداخت کرده‌است. در این قضیه سونی توانست از خود دفاع کند و گروه را متهم به عدم توانایی در اجرا تعهداتش نسبت به مفاد قراداد کرد. گروه با دعاوی جدیدی به ارزش ۴٫۱ میلیون دلار به صحنه بازگشت و اینبار پس از ماه‌ها کشمکش حقوقی موفق شد بخش قابل از توجهی از حقوق خود را مطالبه کرده، قرارداد بهتری به امضا برساند که در آن صاحب معنوی اثر خود گروه باشند ولی سونی وظیفه تبلیغات و بازاریابی را بعهده بگیرد.
گروه تا سال ۲۰۰۲ در چند شوی تلویزیونی هم حضور داشت. خواننده‌های مطرحی چون: سلن دیون، شکیرا، شر و آناستازیا در این برنامه‌ها حضور داشتند.

### ۰۵–۲۰۰۳: جدال سیاسی

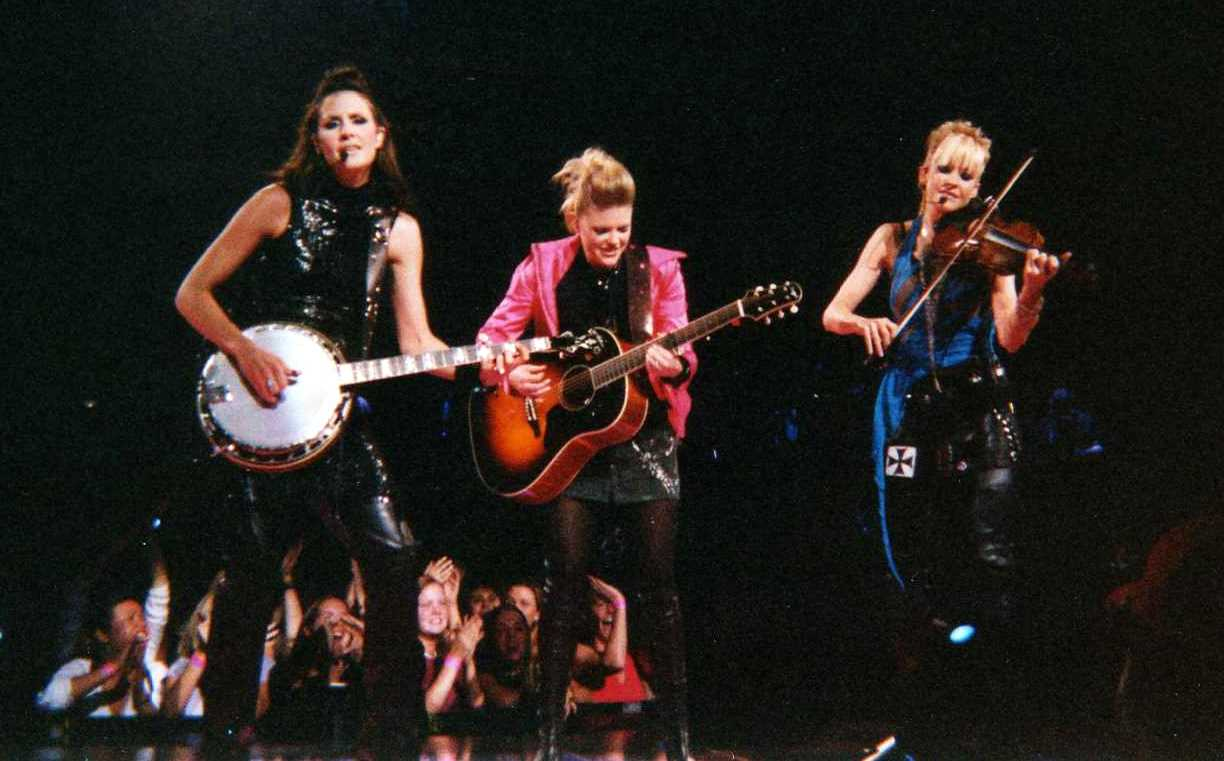
دیکسی چیکس درحال اجرا در مدیسن اسکوئر گاردن، ۲۰ ژوئن ۲۰۰۳

در جریان حمله نظامی آمریکا و نیروهای متحد به عراق در سال ۲۰۰۳ گروه دیکسی چیکس تور خود را در لندن شروع کرده بود. در این برنامه که در سالن تئاتر شپرد بوش برگزار می‌شد، ناتالی (که خودش نیز اهل ایالت تگزاس است) خطاب به جمعیت گفت: «ما با شما در طرف خوب هستیم. ما این جنگ را، این خشونت‌ها را نمی‌خواهیم و ما از اینکه رئیس‌جمهور ایالات متحده آمریکا اهل تگزاس است شرمساریم.»
این اظهار نظر در مورد جورج دبلیو بوش که از سال ۱۹۹۵ تا ۲۰۰۰ به عنوان چهل و ششمین فرماندار ایالت تگزاس خدمت کرده بود، توسط روزنامه گاردین که این کنسرت را پوشش می‌داد منتشر شد؛ و آنجا بود که جدال سیاسی حول و حوش این موضوع شکل گرفت. این اظهار نظر از سوی ناتالی باعث صدمه خوردن به وجهه گروه در میان هوادارن موسیقی کانتری بود و به لحاظ اقتصادی نیز به ضررشان تمام شد. موضوع حتی تا بایکوت کردن گروه از سوی هواداران پیش رفت.

### ۰۷–۲۰۰۶: آلبوم پیمودن راه دراز و مستند خفه‌شو و بخوان
در ۱۶ مارس ۲۰۰۶ گروه تک‌آهنگی را با عنوان آماده آشتی نیستم منتشر کرد. این تک‌آهنگ در واقع یکی از آهنگ‌های آلبوم آینده گروه بود. آلبوم که حاوی ۱۴ ترانه بود در ۲۲ مه ۲۰۰۶ به بازار عرضه شد.
در ژوئیه ۲۰۰۶ گروه تور تصادف‌ها و اتهام‌ها را آغاز کرد. فروش بلیط در کانادا و ایالت‌های شمالی خوب بود ولی بقیه مناطق اشتیاق چندانی نشان ندادند. در اثر استقبال کم علاقه‌مندان بعضی از اجراها لغو شدند یا اینکه به جای‌های کوچک‌تری منتقل شدند. در هیوستون تگزاس، بلیط‌ها حتی به مرحله فروش هم نرسیدند چون رادیوی محلی از پخش تبلیغ برنامه خودداری کرد. در ماه اوت گروه تور دیگری را آغاز کرد و اینبار اعضا از اظهارنظرهای سیاسی در زمان اجرای برنامه خودداری کردند و اجازه دادند که پیامشان از طریق اشعار به مخاطبین منتقل شود. وقتی دوباره در سالن شپرد بوش (جایی که قبلاً باعث جدال سیاسی شده بود) برنامه اجرا می‌کردند، ناتالی با لحن شوخی خطاب به هواداران گفت که می‌خواهد برای اولین بار چیزی به آن‌ها بگوید! و در عوض گفت: «ما از اینکه رئیس‌جمهور ایالات متحده اهل تگزاس است شرمساریم.» این موضوع باعث خنده و تشویق حضار شد.
در فوریه ۲۰۰۷ گروه هر پنج جایزه گرمی را که برای آن‌ها نامزد دریافت جایزه شده بود، به خود اختصاص داد. ناتالی این موفقیت‌ها را مدیون پشتیبانی هواداران و حمایت آن‌ها از آزادی بیان دانست.

### ۲۰۰۸ تا کنون
از سال ۲۰۰۸ تا کنون فعالیت گروه دچار وقفه شده‌است و اعضای دیکسی چیکس بیشتر وقت خود را با خانواده‌هایشان می‌گذرانند.